# Атлантик (Ајова)
Атлантик (енгл. Atlantic) град је у америчкој савезној држави Ајова. По попису становништва из 2010. у њему је живело 7.112 становника.

## Демографија
Према попису становништва из 2010. у граду је живело 7.112 становника, што је -145 (-2.0%) становника више него 2000. године.
| Група             | 2000.         | 2010.         |
| Белци             | 7.131 (98,3%) | 6.808 (95,7%) |
| Афроамериканци    | 18 (0,2%)     | 17 (0,2%)     |
| Азијати           | 16 (0,2%)     | 18 (0,3%)     |
| Хиспаноамериканци | 57 (0,8%)     | 183 (2,6%)    |
| Укупно            | 7.257         | 7.112         |